# Nguyễn Kinh Thiên

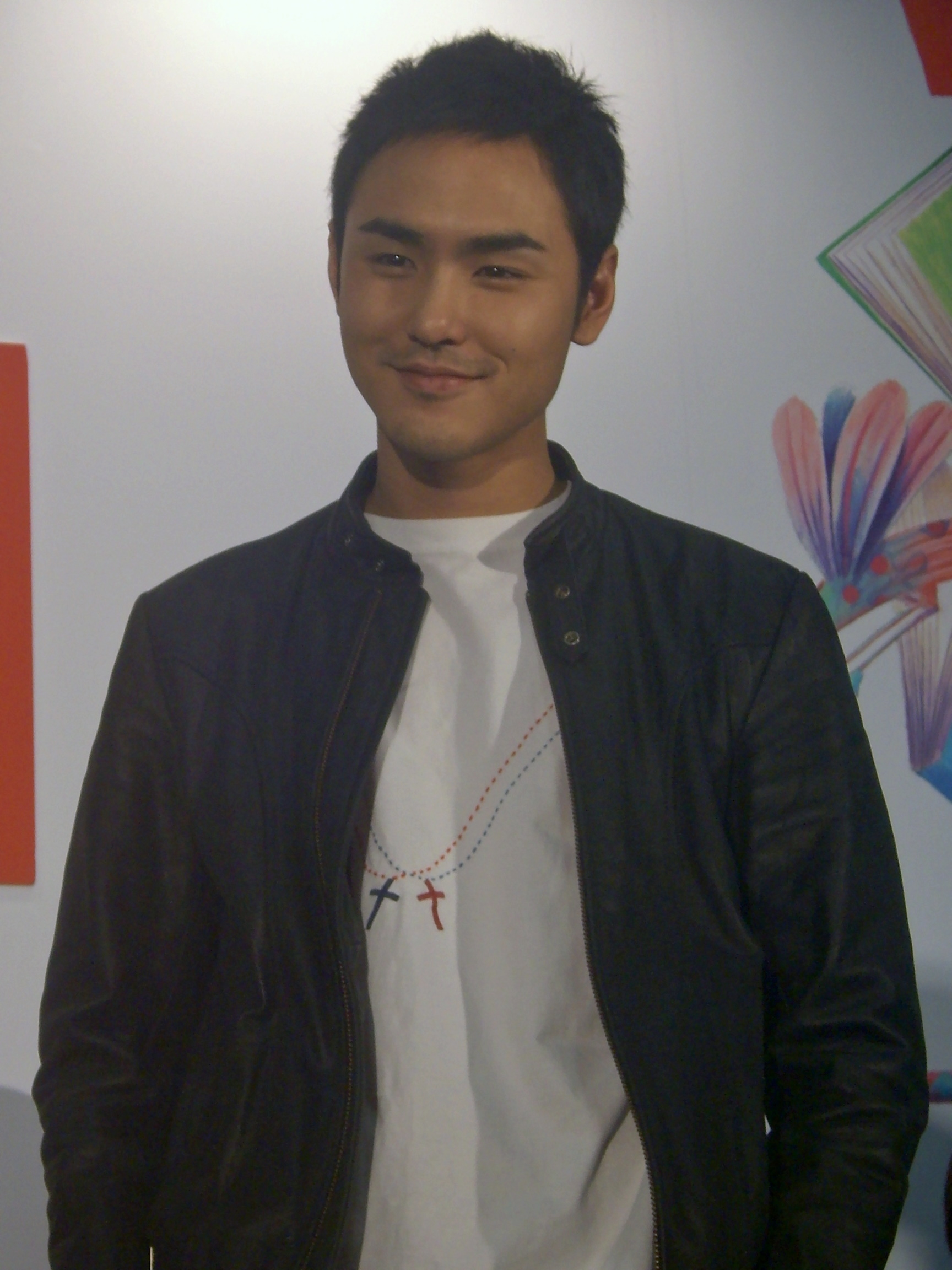
Nguyễn Kinh Thiên tại Hội chợ sách quốc tế Đài Bắc năm 2010

Nguyễn Kinh Thiên (Ethan Ruan; sinh ngày 8 tháng 11 năm 1982) là nam diễn viên, người mẫu Đài Loan đã giành giải Kim Mã lần thứ 47 với phim điện ảnh Mạnh Giáp năm 2010 và là diễn viên hàng đầu của nhiều bộ phim truyền hình như Định mệnh anh yêu em, Phù Dao.

## Tiểu sử
Nguyễn Kinh Thiên sinh ra tại thôn Thị Quyến, Đài Trung, Đài Loan trong gia đình quân nhân. Cha anh đến từ Ôn Lĩnh, Thai Châu, tỉnh Chiết Giang. Nguyễn Kinh Thiên từng muốn trở thành phi công và đã vượt qua kỳ thi liên quan đến chuyên môn.

## Sự nghiệp
Năm 2002, khi đi cùng một người bạn đến thử giọng ở Đài Bắc, anh vô tình được công ty người mẫu phát hiện và xuất hiện trong video ca nhạc "Loved" của Đới Bội Ni.
Sau đó anh ký hợp đồng với công ty quản lý người mẫu Catwalk Production House, tập trung trình diễn trên sàn catwalk và đóng các quảng cáo, tham gia MV của Vương Phi và Trương Huệ Muội. Thời điểm đó, Nguyễn Kinh Thiên và hai người mẫu nam cùng công ty là Trịnh Nguyên Sướng và Hạ Quân Tường được gọi là "Khải ốc tam kiếm khách".
Năm 2004, Nguyễn Kinh Thiên lần đầu tiên tham gia bộ phim thần tượng Điệu Nhảy Của Michael của đạo diễn Nữu Thừa Trạch, đóng vai vũ công thiên tài có tên Ghost. Cùng năm đó, anh tác với Trịnh Nguyên Sướng để mở hộp đêm "SPOT" tại Đài Trung nhưng đã đóng cửa vào năm 2006.
Năm 2005, anh tham gia phim thần tượng Tia sáng xanh hạnh phúc của đài truyền hình Sanlih E-Television và đóng vai nam phụ Cận Nguyên Phương. Tháng 11 năm 2005, anh cùng bạn diễn trong phim là Lưu Phẩm Ngôn khi đó 17 tuổi được bắt gặp hẹn hò.
Năm 2008, Nguyễn Kinh Thiên đóng cùng với nữ diễn viên Trần Kiều Ân trong phim truyền hình thần tượng Định mệnh anh yêu em. Đây là vai chính đầu tiên của anh trong bảy năm kể từ khi ra mắt. Tỷ suất khán giả tập 13 cán mốc là 10,93%. Nguyễn Kính thực hiện lời hứa sẽ bơi khoả thân nếu tỷ suất người xem đạt 10% và đã lái mô tô nước ra biển thuộc vịnh Repulse, Tam Chi, thành phố Tân Bắc, Đài Loan để thực hiện thử thách.
Tỷ suất người xem và cốt truyện của "Định mệnh anh yêu em" đã được tờ Thời báo phố Wall của Mỹ đưa tin. Thời báo phố Wall ca ngợi sức hút của Nguyễn Kinh Thiên và diễn xuất của Trần Kiều Ân là một trong những yếu tố thành công của bộ phim. Phim có tỷ suất trung bình 7,44% và tỷ suất tập cao nhất là 13,64%, phá kỷ lục của phim thần tượng Đài Loan, Nguyễn Kinh Thiên được bình chọn là "Vua phim truyền hình thần tượng" năm 2008.

## Sự nghiệp diễn xuất

### Phim điện ảnh
- Exit No. 6 (2007)
- Brotherhood of Legio (2007)
- Orz Boyz (2008)
- New Boy Jiali (2009)
- L-O-V-E (2009)
- Monga (2010)
- Love (2012)
- The Guillotines (2012)
- Paradise in Service (2014)
- The Unbearable Lightness of Inspector Fan (2015)
- The Assassin (2015)
- Cities In Love (2015)
- Kill Time (2016)
- New York New York (2016)
- Never Said Goodbye (2016)
- The Liquidator (2017)
- Địch Nhân Kiệt: Tứ Đại Thiên Vương (2018)
- The Knight of Shadows: Between Yin and Yang (2019)
- The Eight Hundred (2019)
- The Abandoned (2022)
- Be With Me (2023)
- Châu Xứ Trừ Tam Hại (2023)

### Phim truyền hình
- Điệu Nhảy Của Michael (2004), vai Ghost
- Tia Sáng Xanh Hạnh Phúc (2005), vai Owen
- Hoa Dạng Thiếu Niên Thiếu Nữ (2006), vai Thân Lạc
- Mùa Hè Nồng Nhiệt (2007)
- Khẩn Đinh, Tình Yêu Của Tôi (2007)
- Định Mệnh Anh Yêu Em (2008), vai Kỷ Tồn Hy
- San Bảo vô địch (2008), vai Kỷ Tồn Hy (cameo)
- Nữ Hoàng Của Tôi (2009), vai Lucas
- Ma Thổi Đèn: Mộ Hoàng Bì Tử (2017)
- Phù Dao (2018)
- Love In A Fallen City (2019)
- Nhịp Tim Trên Đầu Lưỡi (2020)